# Olaus Petri
Olaus Petri (6. januar 1493 i Ørebro – 19. april 1552) var den mest fremragende af reformatorerne i Sverige, med det svenske navn Olof Pedersson.
Olaus Petri studerede i det mindste siden 1516 ved tyske universiteter og kom samme år til
Wittenberg, hvor han kom i nær forbindelse med Luther og blev en varm tilhænger af
denne. 1519 kom han tilbage til Sverige og var kansler hos biskop Matthias i Strängnäs, der
1520 gav ham Diakonindvielsen. Fra denne Tid daterer sig de første sikre Underretninger om
O. P.’s reformatoriske Virksomhed i Sverige; de store protestantiske Grundprincipper
fremtræder allerede nu hos ham. Paa Valgrigsdagen i Strängnäs 1523 blev Gustaf I opmærksom
paa O. P. og foranledigede, at han 1524 blev Sthlm’s Bys Sekretær, hvilket Embede han beklædte indtil 1531.
I dette Tidsrum prædikede O. P. livligt imod den gl. Kirke og begyndte
snart at udfolde en omfattende litterær Virksomhed i reformatorisk Øjemed. 1526 oversatte
han Ny Test. paa Svensk, et Arbejde, der blev af gennemgribende Bet. for sv. Kultur
overhovedet. Med Aar 1527 begynder O. P. en Virksomhed som Polemiker i religiøse
Stridsskrifter og veksler saadanne med Kanniken i Upsala Peder Galle og med den danske Povl
Helgesen. Aar 1529 antager O. P.’s Virksomhed saa at sige en mere positiv Karakter; det gjaldt
nu efter Vesterås Rigsdag, at give de nye kirkelige Forhold i Sverige et fast og bestemt Præg,
og O. P. forfattede nu bl. a. Kirkehaandbogen (Gudstjenestens Ordning), Postiller m. m. og udgav en Salmebog.
I den egentlige reformvirksomheds Periode brød O. P. personlig med den gamle Kirke ogsaa derved, at han, skønt Diakon, 1525
indgik Ægteskab. 1531 blev O. P. Kongens Kansler, og dermed er hans religiøse og
kirkelige Forfattervirksomhed i det væsentlige afsluttet. Som Kansler havde han ikke Held med
sig, og han afgik allerede 1533. Lidet synes han at have passet for Gustaf I’s hensynsløst
praktiske Politik, og Gustaf I sagde om ham, at han egnede sig til Kansler embedet »som en Ko til
at spinde Silke«. I de senere Aar af 1530’erne skrev O. P. sin særdeles fortjenstfulde
»Svenska Krönika«. Denne Sveriges Historie er grundet paa dybe Forstudier og udmærker sig ved
Skarpsyn og en for den Tid ret sjælden Upartiskhed (udgiven senest af J. Sahlgren 1917).
Forholdet til Gustaf var imidlertid blevet spændt Olaus Petri sympatiserede ikke med Gustaf I’s
kirkepolitiske Planer og Foranstaltninger — og 1539 anklagedes O. P. tillige med Laurentius
Andree for Højforræderi. De dømtes til Døden, men benaadedes, og Dommen over O. P.
har sikkert heller aldrig været bestemt til Udførelse. 1543 gjorde Kongen ham til Præst ved
Storkirken i Sthlm, men O. P. genvandt aldrig Gustaf I’s Tiltro. 1550 tryktes O. P.’s Drama
Tobiæ comedia, det første sv. Skuespil.